# كير أودونيل
كير أودونيل (بالإنجليزية: Keir O'Donnell)‏ هو ممثل أسترالي وأمريكي، ولد في 8 نوفمبر 1978 بسيدني في أستراليا.

## أعمال

### أفلام
- (2005) متطفلي العرس[4]
- (2006) الانفصال[5]
- (2009)  شرطي المجمع التجاري[6]
- (2010) عندما تكون في روما[7][8]
- (2013) قضية بشأنك
- (2014) بزوغ كوكب القردة[9]
- (2014) قناص أمريكي[10][11]
- (2015) إنكارنيت
- (2016) موهوب[12]

### مسلسلات
- إن سي آي إس
- فلاش فورورد

## وصلات خارجية
- كير أودونيل على موقع IMDb (الإنجليزية)
- كير أودونيل على موقع ألو سيني (الفرنسية)
- كير أودونيل على موقع أول موفي (الإنجليزية)
- كير أودونيل على موقع قاعدة بيانات الأفلام السويدية (السويدية)
- كير أودونيل على موقع قاعدة بيانات الفيلم (الإنجليزية)
- كير أودونيل على موقع كينوبويسك (الروسية)